# Нетряне містечко

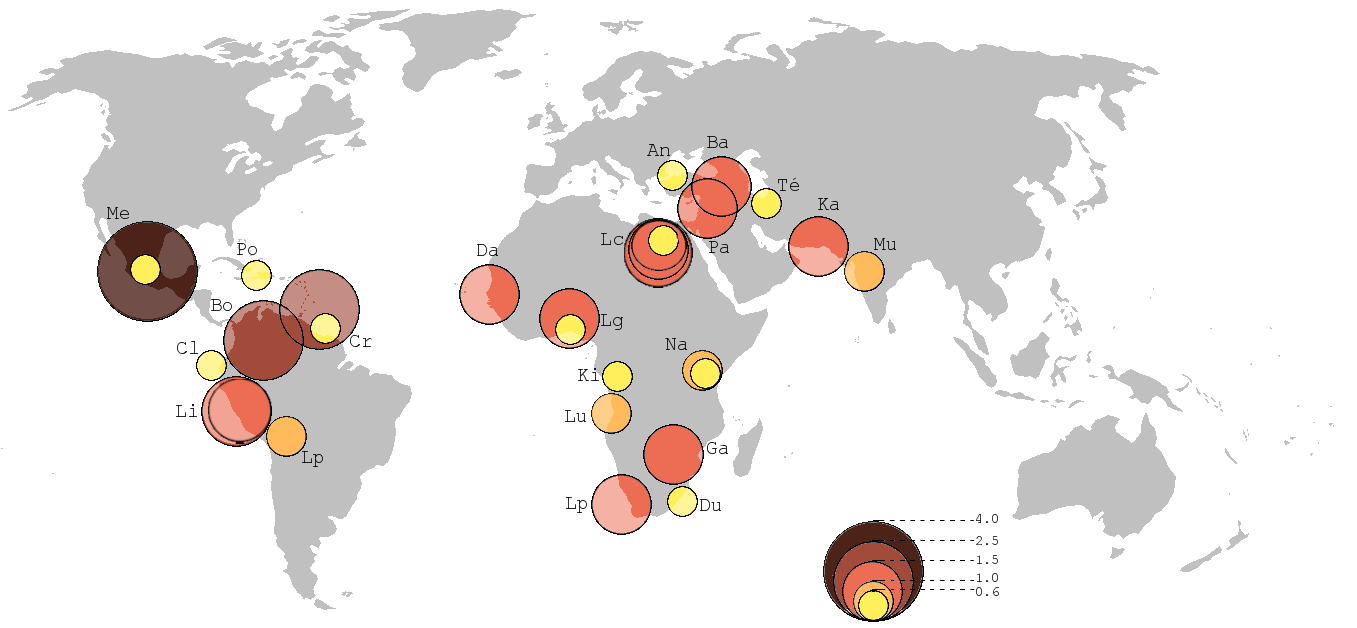
Карта найбільших нетряних містечок світу

Нетряне містечко (англ. shanty town, «старий» і «будинок [тримати]») — територія зі скупченням будівель, відомих як халупи або бараки, як правило, виготовлених з дерева, фанери, листового металу (наприклад, бляхи), пластикових листів, або картонних коробок. Типове нетряне містечко на початку формування не має належної соціальної інфраструктури: санітарних умов, безпечного водопостачання, електрики та каналізації.  Нетряні містечка  можуть бути як невеликими поселеннями, так й поселеннями, де мешкає мільйони людей. Створення таких людських поселень пов'язано з міграційними процесами. 
Нетряні містечки в різних місцях світу по різному називаються: фавела в Бразилії, Вілла-Мізерія в Аргентині та геджеконду в Туреччині. Синонімом нетряного міста є сквотер-район.
Нетряні містечка в основному зустрічаються в країнах, що розвиваються. 
Каньяда-Реаль біля Мадриду вважається найбільшим неформальним поселенням у Європі, а в Мумбаї, Індія нетрі Дхараві  мають найбільшу чисельність населення у світі

## Будівництво

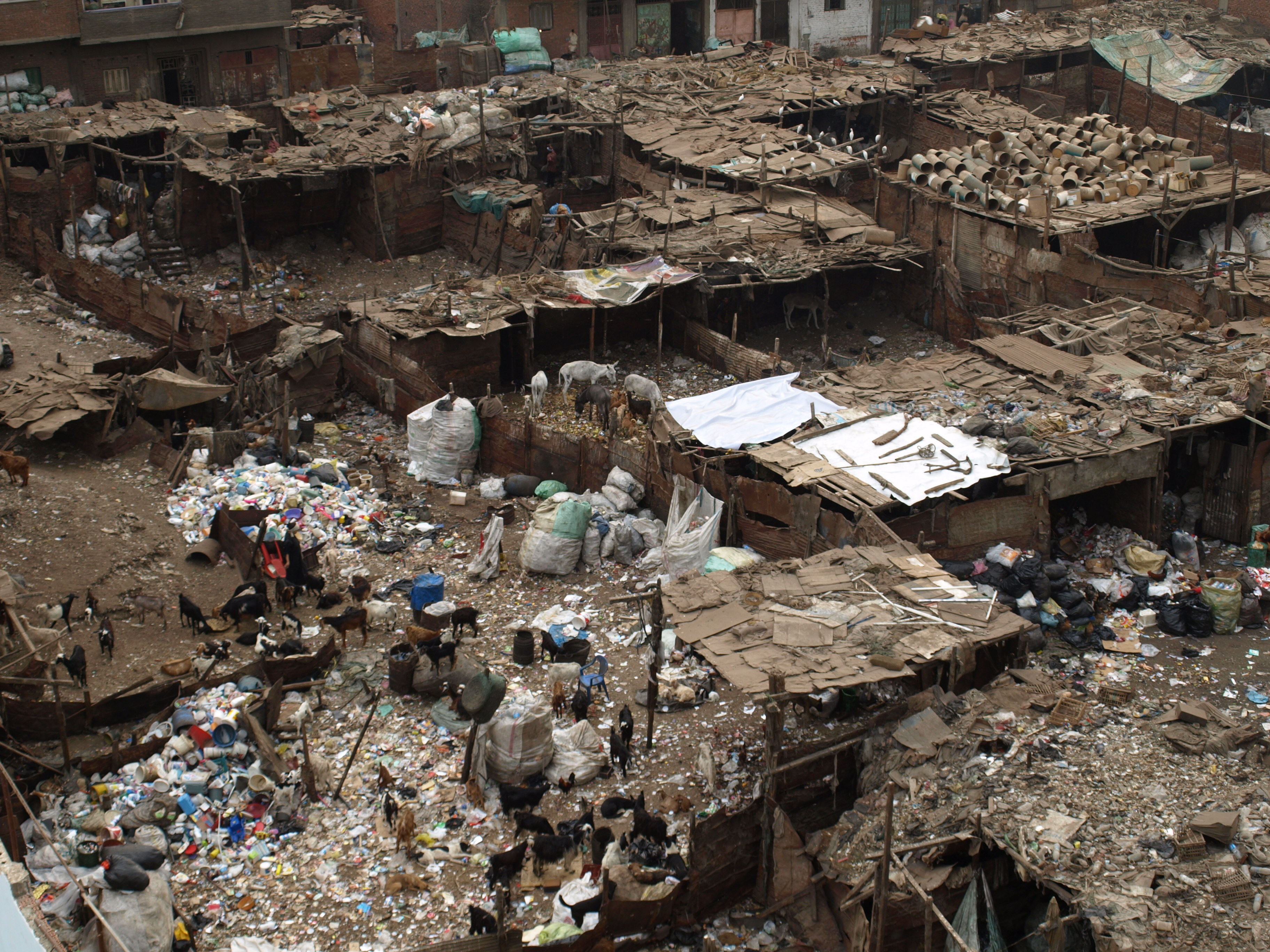
Нетряне містечко в Каїрі, Єгипет, де сміття сортується вручну. У верхній частині зображення видно житловий район.

Нетряні містечка, як правило, починаються як імпровізовані притулки на покинутій або незайнятій ділянці землі, можуть спочатку заселятися у покинуті будівлі, а потім розселятися по району.  Сквотери вибирають такі райони, як залізничні перегони, заповідники або спірні будівельні проекти. Люди будують халупи з будь-яких матеріалів, які легко придбати, наприклад, дерева або сміття. В містечку немає таких об'єктів, як електрика, газ, каналізація чи водопровід.
«Сквотерські поселення (на відміну від нетрів), незважаючи на їхні непривабливі будівельні матеріали, також можуть бути місцями надії, сценами контркультури з підбадьорливою потенціал для змін і сильний поштовх до зростання». Швейцарський журналіст Георг Герстер.

## Розвиток

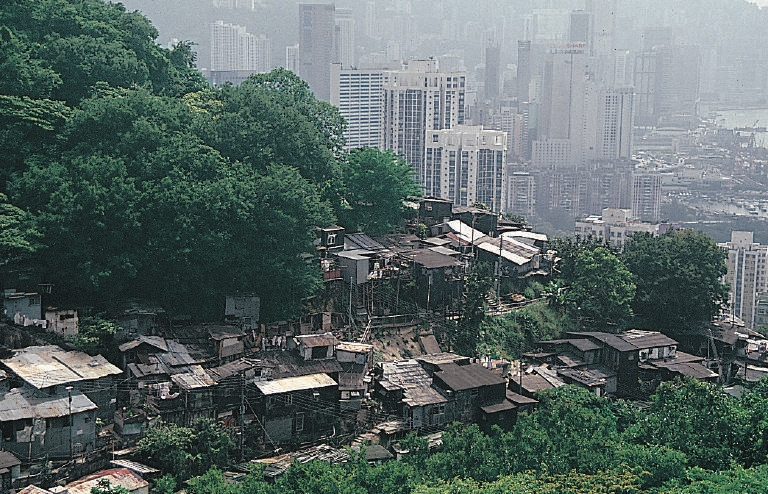
Нетряне містечко у Гонконзі

Хоча більшість нетрів починаються як стихійне будування, з часом деякі з них зазнають певного розвитку. Громадські організації, які іноді працюють разом з недержавними організаціями, приватними компаніями та урядом, вирішують питання про підключення до міського водопостачання нетрів, будують дороги та школи. Розвиток відбувається протягом тривалого періоду часу.З часом нетрі можуть розвинути свою інфраструктуру і навіть перетворитися на квартали середнього класу. Наприклад, деякі бразильські фавели за останні роки покращилися на стільки, що навіть можуть привабити туристів. В Індії люди, які живуть у нетрях, мають доступ до мобільних телефонів та Інтернету.
У нетрях іноді є активна неформальна економіка, наприклад сортування сміття, виготовлення кераміки, текстильних та шкіряних виробів. Це дозволяє бідним отримувати дохід. В Африці багато нетряних територій починають використовувати компостні туалети та сонячні батареї. Також в нетряних містечках може відбуватися екологічний рух: їх мешканці переробляють відходи й через економічну ситуацію не мають автотранспорту, що впливає на екологію.

## Приклади

### Азія

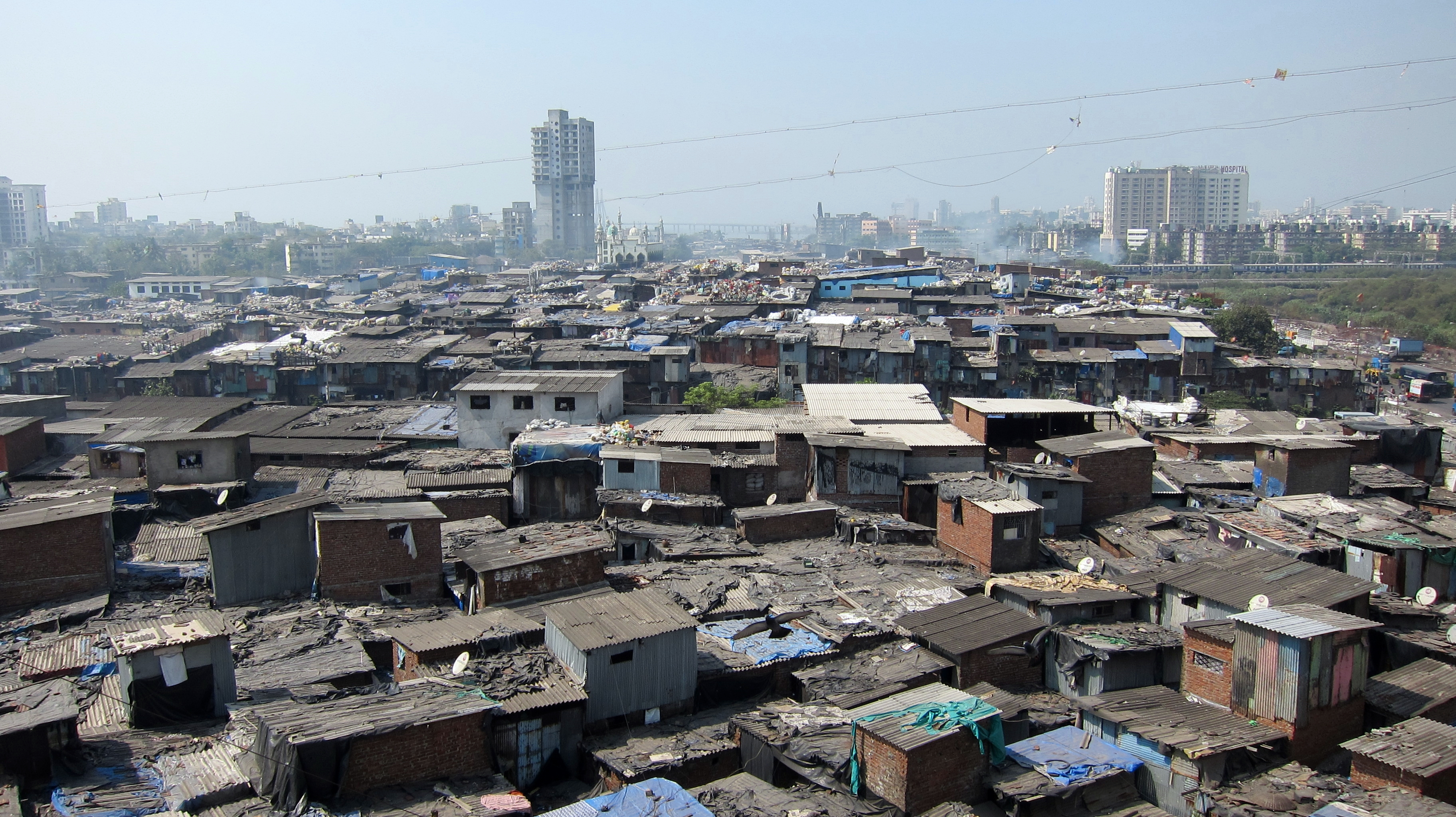
Місто-нетрі Дхараві в Мумбаї

В Оранзі, районі в північно-західній частині міста Карачі, Пакистан,  в 2011 році проживало приблизно 1,5 мільйона жителів. Пілотний проект, який почав працювати з 80-х років ХХ століття, мав на меті вивести жителів нетрів із бідності. Його розпочав доктор Ахтар Хамід Хан. В той час, громада самостійно проклала каналізацію по всім вулицям Орангі, що допомогло зменшити поширення хвороб. За десятиліття громада створила близько двадцяти тисяч сімейних магазинів та майстерень, які були повністю інтегровані з основними ринками Карачі, отримували прибуток.
В Мумбаї, Індія, на колишньому мангровому болоті,  в районі нетрів Дхараві живе приблизно один мільйон людей. Це одне з найбільш густонаселених місць на земній кулі. Станом на листопад 2006 року на 1440 жителів Дхараві був лише один туалет.
Загалом у 5000 неформальних поселеннях столиці Бангладеш Дакки проживає 3,4 мільйона людей. Дакки має один з найвищих показників смертності від інфекційних хвороб, а ніж в будь-якому місті в Азії. Це нетряне містечко не має каналізацій та водопостачання.
У Таїланді налічується 5500 неформальних нетряних поселень, одним з найбільших є район Клонг Тоей у Бангкоку.
Станом на 2005 рік у Пекіні було 346 нетрів, у яких проживало 1,5 мільйона людей. Взагалі до літніх Олімпійських ігор 2008 року в Пекіні було знесено 171 міське селище.
У 2004 році  в Туреччині близько шести мільйонів людей, половина населення Стамбула, проживали в районах геджеконду. Урядом Туреччини вживаються заходи щодо поступового розселення нетрів.
У Гонконзі місто-фортеця Коулун у 1990 році вміщало до 50 000 осіб. Водою їх забезпечували 77 колодязів, а сміття часто складалося просто на дахах. В серпні 1995 року на місці Коулун був створено парк «Коулун-Сенчай».

### Латинська Америка

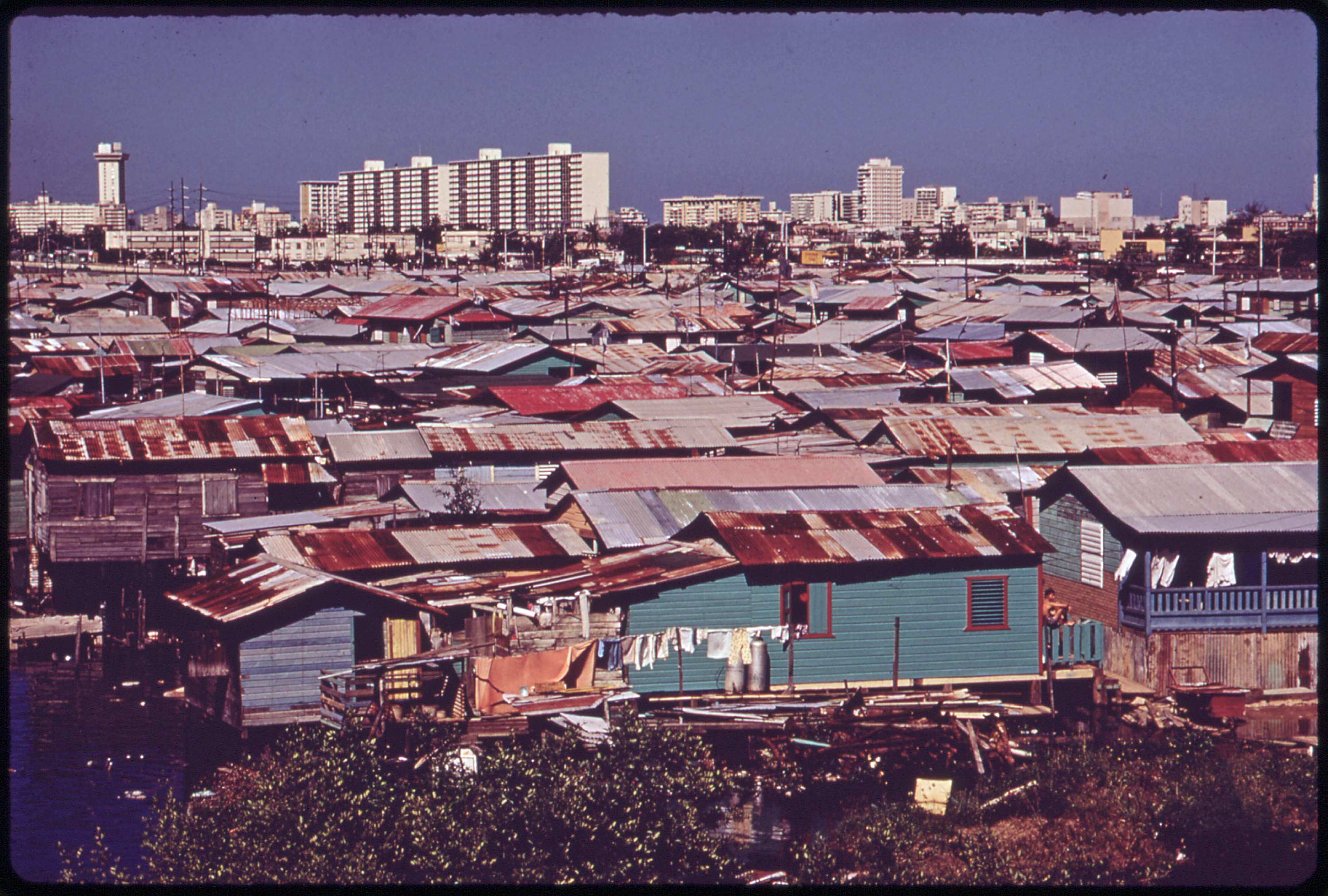
Місто-нетрі уздовж каналу Мартіна Пена в Пуерто-Рико (1970-ті).

Після Великої депресії з'явилось багато нетрів, халуп на сміттєзвалищах біля каналу Мартін Пена в Пуерто-Рико.  У 2010 році їх ще можна зустріти там.
Найбільше в світі нетряне місто — Сьюдад-Несауалькойотль, що поруч із Мехіко в 70-роки минулого століття збільшилось на 131%.  Навколо Мехіко на початку 200 років існувало до 500 поселень, які мали велику кількість прибулих селян та антисанітарні умови життя. 
У Бразилії багато нетряних містечок розташовано навколо та в Ріо-де-Жанейро. У 2000 році понад 20% його жителів жили в більш ніж 600 фавелах. Найбільший район нетрів міста - Росінья у 2017 році мав каналізацію, електрику, автобусні маршрути, кабельне телебачення, включно з місцевим каналом, школи,  місцеві газети.
Некомерційна організація TECHO оцінила понад 1000 неформальних поселень у Буенос-Айрес в Аргентині в 2015 році. Вона заявила, що лише 10% поселень мали доступ до проточної води та 5% до каналізаційної інфраструктури. 

### Розвинуті країни

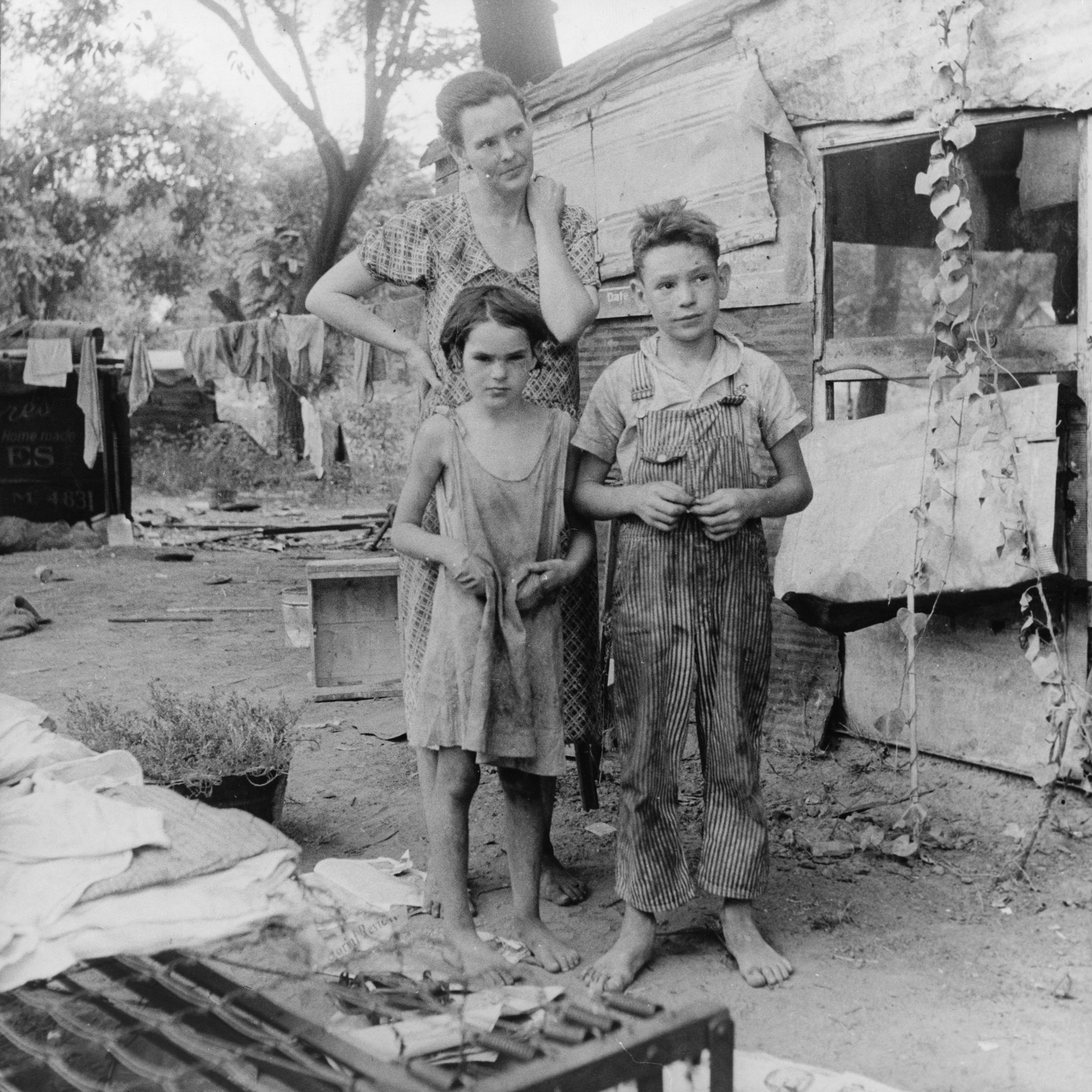
Збідніла американська сім'я, яка жила в нетрях під час Великої депресії. Зроблено Доротеєю Ланге в 1936 році

Під час Великої депресії 1930-х років у Сполучених Штатах виникли нетряні містечка під назвою Гувервіллі. З часом вони зникли. Зовсім недавно такі міста, як Ньюарк і Окленд, стали свідками створення наметових містечок. Умоджа-Віллідж— «Село єдності» було створено в 2006 році в Маямі, штат Флорида. На вільній ділянці з'явилося житло для малозабезпечених людей, спочатку було побудовано кілька наметів, а потім — хижини з дерев'яних каркасів. Влада не змогла виселити мешканців Умоджа-Віллідж.
Біля кордону з Мексикою також є нетряні поселення.
Хоча нетрі зараз, як правило, менш поширені в розвинених країнах Європи, вони все ще існують. Зростаючий приплив мігрантів підживлює нетрі в містах, які зазвичай використовуються як пункт в'їзду в Європейський Союз, наприклад, Афіни і Патри в Греції. До моменту виселення в жовтні 2016 року у пункті «Джунглі» в Кале у Франції мешкали понад 8000 осіб Бідонвілі існують на периферії деяких французьких міст. У 2012 році державна влада зафіксувала 16 399 осіб, які проживали в 391 нетрі по всій країні. З них 41 % проживали на околицях Парижа.
У Мадриді, Іспанія, нетряне містечко під назвою Каньяда Реал вважається найбільшим неформальним поселенням у Європі. За оцінками, у ньому проживає 8628 жителів, які в основному є іспанцями, ромами та північноафриканцями, але лише одна мобільна медична установа.
У деяких випадках нетряні містечка можуть зберігатися в облаштованих районах, які місцеві органи влади ще не перебудували, або в регіонах політичних суперечок. Важливим історичним прикладом було місто, обнесене стінами Коулун в Гонконзі.

## У масовій культурі

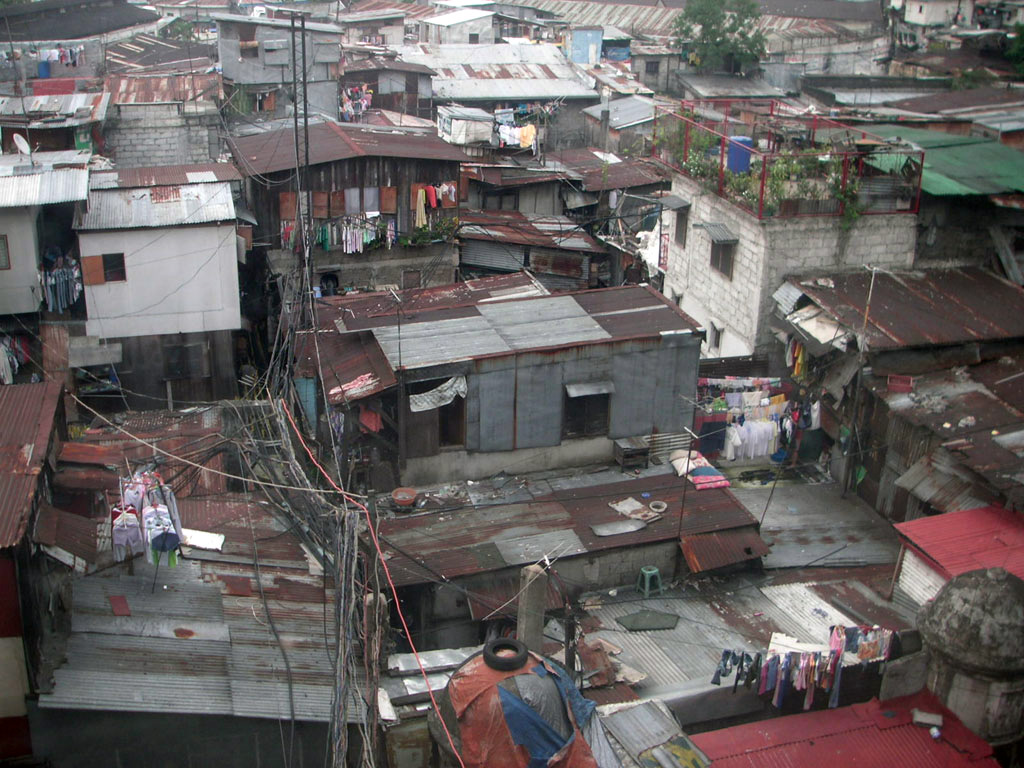
Місто-нетрі в Манілі, Філіппіни.

Багато фільмів знято о нетрях. У центрі фільму «Мільйонер із нетрів» персонажі, які проводять більшу частину свого життя в індійських нетрях.
Бразильський фільм « Місто Бога» розгортався і знімався в фавелі. «Білий слон», аргентинський фільм 2012 року, відбувається на віллі Мізерія в Буенос-Айресі.
Китайський серіал «Житло» 2016 року розповідає про розчищення нетрів у Бейляні, Внутрішня Монголія.
Відеоігри, такі як Max Payne 3, мають рівні, розташовані у вигаданих нетрях.
Співак реггі Десмонд Деккер заспівав пісню під назвою " 007 (Shanty Town) ".